# Neotrogloblattella chapmani
Neotrogloblattella chapmani är en kackerlacksart som först beskrevs av Roth, L. M. 1980.  Neotrogloblattella chapmani ingår i släktet Neotrogloblattella och familjen småkackerlackor. Inga underarter finns listade i Catalogue of Life.